# Bermudas nos Jogos Pan-Americanos de 1983
Bermudas competiu nos Jogos Pan-Americanos de 1983 em Caracas, Venezuela, de 14 a 29 de agosto de 1983. Não conquistou medalhas nesta edição.